# Drevja kommun
Drevja kommun (norska: Drevja kommune) var en kommun i Nordland fylke i norra Norge. Kommunen omfattade området kring Drevjedalen i den norra delen av nuvarande Vefsns kommun.

## Administrativ historik
Drevja kommun upprättades 1927 genom utbrytning ur Vefsns kommun. Kommunen hade 964 invånare vid upprättandet.
Den 1 januari 1962 gick kommunen åter upp i Vefsns kommun. Kommunens hade då 1 001 invånare.